# Kasteel van Melen
Het kasteel van Melen (Château de Melen) is een voormalig kasteel in de tot de Belgische gemeente Soumagne behorende plaats Melen, gelegen aan Rue Haute 4.
Het gebouw werd in 1706 opgericht en herhaaldelijk vergroot en herbouwd. Het woongedeelte werd gedeeltelijk afgebroken, maar een gevelsteen met de wapenschilden van de familie De Rosen-Le Drou bleef bewaard. Aan beide zijden werden in 1885 twee torens op vierkant grondplan gebouwd. Aan de oostzijde lag een kapel. In zuidwestelijke richting werden twee vleugels met boerderijgebouwen toegevoegd, waardoor het complex een U-vormige plattegrond kreeg. De gevels werden geheel bepleisterd.